# Giuseppe Raddi
Giuseppe Raddi (ur. 9 lipca 1770 we Florencji, zm. 6 września 1829 na Rodos) – włoski botanik i kurator Museo di Storia Naturale di Firenze. Był jednym z pierwszych Europejczyków, którzy odkrywali i dokumentowali florę Ameryki Południowej i Środkowej.